# Monique Broquard
Monique Broquard (* 1950 oder 1951  im Saarland) ist eine deutsche Kommunalpolitikerin (Die Linke) französischer Abstammung. Sie ist Mitglied des Bundesvorstandes des Deutschen Freidenker-Verbandes und Vorsitzende des Landesverbandes Saarland der Naturfreunde.

## Leben
Monique Broquard wurde Anfang der 1950er Jahre im Saarland geboren und wuchs dort auf. Als Mitglied der Deutschen Kommunistischen Partei (DKP) arbeitete sie in einer Saarbrücker Buchhandlung und verkaufte dort in einer Buchhandlung namens „Lenchen Demuth“ Bücher mit sozialistischen Inhalten. Bis zum 15. Februar 1981 war sie Vorstandsmitglied der DKP-Stadtverbandsorganisation Saarbrücken.
Da ihr Vater Lothringer war, besaß Broquard nur einen französischen Pass. Im Jahr 1975 beantragte sie die deutsche Staatsbürgerschaft. Erst nach sechs Jahren wurde über ihren Antrag entschieden. Sie erhielt 1981 aufgrund ihrer Funktionärstätigkeit bei der DKP einen ablehnenden Bescheid, obwohl sie sich öffentlich, auch im Fernsehen, zur freiheitlich-demokratischen Grundordnung bekannt hatte. Auch der 1977 gestellte Einbürgerungsantrag ihres Ehemannes Gerhard, eines ebenfalls in der DKP aktiven staatenlosen Maschinenschlossers, wurde mit derselben Begründung abgelehnt. Der Nachrichtenmagazin Der Spiegel berichtet im Juni 1981 über den Fall der Broquards. Das Ehepaar protestierte öffentlich mit Flugblättern gegen die Ablehnungsbescheide und zog vor das Verwaltungsgericht.
Bereits in den 1980er Jahren interessierte sich Broquard für die Themen Natur und Umwelt. Sie engagierte sich als Funktionärin bei der Naturfreundejugend und war deren saarländische Landesleiterin. Am 17. November 2000 wurde sie zur Vorsitzenden des Landesverbands Saarland der Naturfreunde gewählt. Diese ehrenamtliche Funktion übt sie bis heute (2022) aus.
Broquard gehört inzwischen der Partei Die Linke an und ist in deren Ortsverband Sulzbach als Beisitzerin Mitglied des Vorstands. Seit der Kommunalwahl im Saarland 2014 ist Broquard Mitglied des Stadtrats von Sulzbach/Saar und Vorsitzende der Linken-Stadtratsfraktion. Bei den Kommunalwahlen 2019 wurde sie wiedergewählt. Ein Schwerpunkt ihrer Interessen liegt bei den umweltpolitischen Themen. Zudem setzt sie sich wie ihre Parteigenossin Marlies Krämer für die „sprachliche Gleichstellung von Frau und Mann“ ein.
Im Deutschen Freidenker-Verband ist Broquard Mitglied des Bundesvorstands. Sie ist in der Redaktion des Verbandsorgans „Freidenker“ tätig und für die Kulturarbeit des Verbandes zuständig. In dieser Funktion gehörte sie zu den Mitorganisatoren mehrerer „Linker Liedersommer“ auf der Burg Waldeck im Hunsrück, die an die Tradition der Burg-Waldeck-Festivals anknüpfen sollen.